# Murupara
Murupara – miejscowość w Nowej Zelandii. Położone w północnej części Wyspy Północnej, w regionie Zatoka Obfitości, 1 745 mieszkańców. (dane szacunkowe - styczeń 2010).